# فرودگاه تاتنهیل

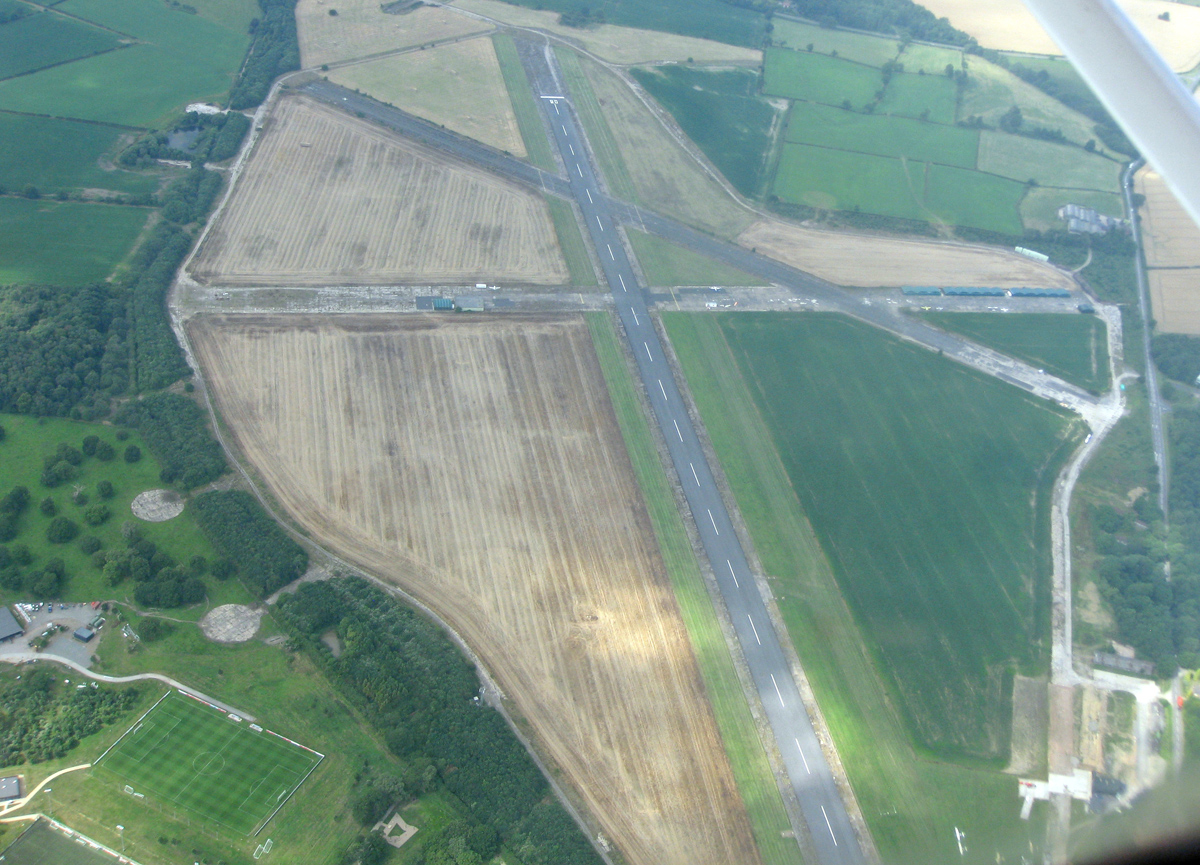
فرودگاه تاتنهیل

فرودگاه تاتنهیل (به انگلیسی: Tatenhill Airfield) یک فرودگاه خصوصی است که یک باند فرود آسفالت دارد و طول باند آن ۱۱۹۰ متر است. این فرودگاه در کشور انگلستان قرار دارد و در ارتفاع ۱۳۳ متری از سطح دریا واقع شده است.